# ドミニク・ブフ
ドミニク・ブフ（Dominique Boeuf、1968年6月6日 - ）は、フランスの元騎手である。イヴリーヌ県メゾン＝ラフィット出身。父は元調教師のジェラール・ブフ。香港における名前の中文表記は「鮑華富」。

## 来歴
ピエール・ビアンコーヌ厩舎所属の見習騎手としてデビュー。続いてその息子のパトリック・ビアンコーヌ厩舎所属になり、1984年9月15日に初勝利を挙げた。翌1985年には30勝を挙げ、最優秀見習騎手となった。
1987年5月17日、グルームダンサー（Groom Dancer）でリュパン賞を勝ち、G1初制覇。
1990年、11月25日のジャパンカップに出走するオード（Ode）に騎乗するため来日。日本での初騎乗となったインターナショナルジョッキーズ2では3着に、そしてジャパンカップではベタールースンアップ（Better Loosen Up）の2着に入った。
1991年5月12日、ダンスーズデュソワール（Danseuse Du Soir）でプール・デッセ・デ・プーリッシュ（仏1000ギニー）を勝ち、クラシック初制覇。同年はG1・5勝を含む143勝を挙げ、初めてリーディングジョッキーに輝いた。
1992年、ワールドスーパージョッキーズシリーズ初出場を果たしたが、最下位となる12位に敗れた。
1993年7月28日、ビッグストーン（Bigstone）でイギリスのサセックスステークスを勝ち、フランス国外のG1初制覇。
1994年、コカイン・ヘロインの密売容疑などで逮捕される。翌1995年の裁判では初め実刑判決が下されたが、後に執行猶予が付いた。
1996年5月12日、エリシオ（Helissio）でリュパン賞を勝ち、復帰後G1初制覇。しかし6月2日のジョッケクルブ賞（仏ダービー）では1番人気に推されながら5着に敗れ、ブフはエリシオを降ろされることとなった。後にエリシオは凱旋門賞など、G1を4勝した。
1998年、175勝を挙げ7年ぶりにリーディングジョッキーに返り咲いた。
2001年、アクアレリスト（Aquarelliste）でディアヌ賞（仏オークス）を初制覇すると、翌2002年もブライトスカイ（Bright Sky）で勝利し、連覇を達成した。また2年連続でリーディングジョッキーにも輝いている。
2003年12月14日、ヴァレーアンシャンテ（Vallee Enchantee）で香港ヴァーズを勝ち、ヨーロッパ以外のG1初制覇。しかし2004年6月4日、コロネーションカップでのヴァレーアンシャンテの騎乗が馬主のアレク・ウィルデンシュタインの怒りを買い、主戦騎手契約を解除された。
2011年9月26日、騎手引退を表明した。通算2521勝。引退理由は「多くの優良馬に騎乗する喜びが無くなったため」としている。

## 主な勝ち鞍
- オペラ賞（2002年Bright Sky、2008年Lady Marian）
- ガネー賞（1993年Vert Amande、2002年Aquarelliste）
- クリテリウムドサンクルー（1990年Pistolet Bleu、1991年Glaieul、1992年Marchand de Sable、1998年Spadoun、1999年Goldamix、2003年Voix du Nord）
- サセックスステークス（1993年Bigstone）
- サンクルー大賞（1991年Epervier Bleu、1992年Pistolet Bleu）
- ディアヌ賞（2001年Aquarelliste、2002年Bright Sky）
- プール・デッセ・デ・プーリッシュ（1991年Danseuse du Soir）
- 香港ヴァーズ（2003年Vallee Enchantee）
- リュパン賞（1987年Groom Dancer、1990年Epervier Bleu、1996年Helissio、2004年Voix du Nord）
- ロワイヤルオーク賞（2002年Mr. Dinos、2003年Westerner）